# Jan Ludwik Żukowski
Jan Ludwik  Żukowski (ur. 1795, zm. 13 sierpnia 1831 w Warszawie) – polski literat i publicysta, krytyk literacki i teatralny, zwolennik romantyzmu, działacz polityczny, jeden z założycieli Towarzystwa Patriotycznego.

## Życiorys
Urodził się na Podlasiu. Ok. 1820 przeniósł się do Warszawy, gdzie zetknął się z młodymi warszawskimi romantykami, w tym z Mochnackim i  Zaleskim. Był jednym z głównych propagatorów nowego prądu. Pozostając pod wpływem Mochnackiego formułował również własne poglądy, zwłaszcza dotyczące kultury narodowej i związków sztuki z postępem cywilizacyjnym. Zaleski powie o nim później: „Ubogi, ale światły, utalentowany i najzacniejszy pod wszystkimi względami człowiek”.
W 1821 podjął  nieudaną (z powodu ingerencji cenzury) próbę wydania swej pierwszej i jedynej powieści Bronisława, powieść krakowska z 1794 roku; jej rękopis nie zachował się.
W latach 1820–1821 był członkiem Związku Wolnych Polaków. Uniknął aresztowania opuszczając Warszawę. Przebywał w Lubochni koło Tomaszowa Mazowieckiego zbierając pieśni ludowe i informacje o życiu polskich chłopów,  „uzupełniał lektury i pogłębiał swoją fascynację niemiecką filozofią idealistyczną” i pisał pierwsze prace.
Do Warszawy powrócił prawdopodobnie pod koniec 1828, choć już w połowie 1827 w " Gazecie Polskiej" ukazały się jego pierwsze publikacje.
Swoje najważniejsze prace Pieśni ludu zebrane nad Pilicą i  O pańszczyźnie napisał w latach 1827-28. Jak twierdzi Jerzy Szacki:  „Prace te czytali w rękopisie m.in. Skarbek i Brodziński. Nie wiemy, jak je ocenili. Brodziński w każdym razie ocenił dodatnio ich autora i protegował go u kasztelana Bielińskiego na nauczyciela języka, literatury i historii polskiej dla Polaków studiujących w Dreźnie. O taką samą protekcję dla Żukowskiego Zaleski zwracał się do Lelewela”. Posady w Dreźnie Żukowski nie otrzymał. Pracował natomiast doraźnie  jako nauczyciel i jako subiekt w kantorze weksli Kohna.
W okresie 1829-30 redagował wraz z Mochnackim „Kurier Polski” publikując w nim również własne prace literackie i recenzje teatralne.
Rok 1830 to okres wzmożonej aktywności Żukowskiego. Ogłosił rozprawę o pańszczyźnie opowiadając się za uwłaszczeniem chłopów, tłumaczył z niemieckiego  Konversations Lexikon dla zakładu stereotypowego hrabiego Waleriana Krasińskiego i przekładał dzieła Waltera Scotta. Rozpoczął także przygotowania, wraz z Mochnackim, Goszczyńskim, Grabowskim i Nabielakiem, do wydania nowego pisma  „Tygodnika Literatury i Krytyki”, który „miał wprowadzić do literatury …zasady zdrowej krytyki i uwiadamiać o postępach nauk zagranicą”. Z powodu wybuchu powstania pismo nie ukazało się.
Żukowski był cywilnym uczestnikiem  Sprzysiężenia Wysockiego. Razem z Mochnackim, Bronikowskim i Kozłowskim wziął udział w Nocy Listopadowej agitując ludność Warszawy na Starym Mieście i przyłączając się do grupy młodzieży atakującej Arsenał.
Został jednym z założycieli powstałego 1 grudnia 1830 Klubu Patriotycznego przekształconego następnie w Towarzystwo Patriotyczne.
Od 5 stycznia 1831 był redaktorem naczelnym założonego wspólnie z Mochnackim dziennika politycznego i naukowego " Nowa Polska" organu Towarzystwa Patriotycznego. W zespole redakcyjnym nr 10 z 14 stycznia 1831 znaleźli się również: „Joachim Lelewel, Piotr Wysocki, Seweryn Goszczyński, Bazyli Mochnacki, J. B. Ostrowski, Walenty Zwierkowski, Adam Gurowski, Maurycy Mochnacki, J. B. Zaleski, Ludwik Nabielak, Aleksander Kaźmierz Pułaski, Kamil Mochnacki, Wojciech Kazimirski, Jan Nepomucen Krzymuski, Józef Chrząszczewski”. Godłem pisma stało się szekspirowskie „Być albo nie być”, w oryginalnej ówczesnej pisowni w postaci „Bydź, albo nie bydź”.
Zmarł w Warszawie 13 sierpnia 1831 prawdopodobnie na cholerę, choć w niektórych źródłach sugeruje się otrucie.

## Publikacje
- Żukowski J. L., 1827, Synonimy „Boleść” – „Cierpienie”, „Gazeta Polska”, nr 194.
- Żukowski J. L., 1827, Kilka słów o nadużyciu tłumaczeń, ,,Gazeta Polska”, nr 277, 278.
- Żukowski J. L., 1828, Uwagi Fichtego nad rozprawą Russa o wpływie nauk na pomyślność ludzkości, „Dziennik Warszawski”, t. 12, nr 37.
- Żukowski J. L., 1828, O sztuce, „Gazeta Polska”, nr 98.
- Żukowski J. L., 1828, Dyletantyzm, „Gazeta Polska”, nr 232.
- Żukowski J. L., 1828, Dyletantyzm, „Gazeta Polska”, nr 233.
- Żukowski J. L., 1828, Dyletantyzm, „Gazeta Polska”, nr 235.
- Żukowski J. L., 1828, Obrona literatury i filozofii niemieckiej, „Gazeta Polska”, nr 350.
- O pansczyznie z dołączeniem uwag nad moralnym i fizycznym stanem ludu naszego przez Jana Ludwika Żukowskiego w Warszawie w drukarni KOM: R. W. R. i O. P.,  1830[5].
- Żukowski J. L., 1830, W sprawie pism zebranych Woronicza, „Kurier Polski”, nr 83.
- Żukowski J. L., 1830, Obrona Wertera, „Kurier Polski”, nr 88.
- Żukowski J. L., 1830, O sztuce „Chłopiec studukatowy”, „Kurier Polski”, nr 118.
- Żukowski J. L., 1830, Jeszcze słów kilka z powodu rozpraw Kazimierza Brodzińskiego, „Kurier Polski”, nr 213.
- Żukowski J. L., 1830, O ochronie zabytków i pamiątek narodowych, „Kurier Polski”, nr 236.
- Żukowski J. L., 1830, O Teatrze Rozmaitości (1), „Kurier Polski”, nr 241.
- Żukowski J. L., 1830, O Teatrze Rozmaitości (2), „Kurier Polski”, nr 274.
- Żukowski J. L., 1830, O śpiewaczkach i konserwatoriach, „Kurier Polski”, nr 309.
- Żukowski J. L., 1830, Dalsza polemika o śpiewaczkach, „Kurier Polski”, nr 325.
- Żukowski J. L., 1830, O samotności, „Pamiętnik dla Płci Pięknej”, t. 2, nr 1.
- Żukowski J. L., 1830, Wyjątek z pisma o pieśniach ludu, „Melitele”.
- Żukowski J. L., 1831, Notatka o zniesieniu pańszczyzny, „Dziennik Powszechny Krajowy”, nr 18.
- Żukowski J. L., 1831, Wezwanie do boju, „Nowa Polska”, nr 35.
- Żukowski J. L., 1831, Wiersz do Matek polskich, „Patriota”, nr 42.
- Żukowski J. L., Prospekt [nieogłoszony], Bibl. PAN i PAU w Krakowie, sygn. 164.